# Enrique Mazón López
Enrique Mazón López (24 de abril de 1918- 3 de octubre de 2001, Hermosillo, Sonora) fue un empresario agropecuario pionero en los trabajos de apertura de la Costa de Hermosillo.

## Biografía
Nació en Hermosillo pero pasó parte de su infancia en Tampico, ya que en esa época su padre era administrador de la Aduana de dicha ciudad. De regreso a Sonora, continuó sus estudios básicos en el Instituto Soria y el Colegio de Sonora, para después cursar la carrera de comercio en la Cruz Gálvez.
El 22 de febrero de 1946 se casó con Dora Alicia Rubio Salcido, con quien tuvo ocho hijos: Dora Alicia, Enrique Rubén, José Óscar, Jorge Horacio, Sergio Jesús, Luis Roberto, Jacqueline del Carmen y Jeannette. 

## Carrera empresarial
Enrique Mazón creció en una familia de comerciantes y empezó su carrera empresarial trabajando en "La Cosalteca" negocio familiar y primer almacén del estado de Sonora. En el año de 1939 al enfermarse su padre, se asocia con los colonos italianos de la costa para perforar por los primeros pozos del Estado, entre ellos el pozo San Enrique.
En 1954, junto con otros empresarios de la costa como Enrique Tapia Gámez, Herminio Ciscomani Cecco, Roberto Astiazarán Espinoza, ALberto Tapia Fourcade, entre otros, funda Semillas del Pacífico, empresa dedicada a comprar y vender semillas certificadas sin intermediarios. Enrique Mazón dirigió esta empresa durante 15 años, extendiendo sus operaciones en todo el estado de Sonora.

## Filantropía
La familia Mazón, también tuvo una trayectoria en el camino de la filantropía. Enrique Mazón fue presidente de la Fundación del Instituto Kino desde 1956 hasta su muerte. Durante esa época, también fue precursor del deporte en Sonora, especialmente del béisbol, apoyando a la Liga Mexicana del Pacífico. El directivo de los Ostioneros de Guaymas, Don Florencio Zaragoza, solicitó su apoyo financiero para conformar la liga representativa de Hermosillo, Los Naranjeros y desde entonces, formó parte de los directivos de dicho equipo.
En 1984, Don Enrique Mazón, es invitado a formar parte de la Agrupación George Papanicolaou, encargada de atender de manera integral a personas con cáncer, trabajando como Presidente Vitalicio del Comité de Finanzas. Se fundó un banco de medicamentos oncológicos, un albergue para pacientes foráneos y una unidad de radioterapia. El albergue se bautizó con el nombre de su hija "Dora Alicia Mazón de Molina", quien murió a causa de este padecimiento.

## Principales cargos
- Presidente del Consejo De la Cámara Nacional de la Industria de la Transformación.
- Socio de la Fundación Mexicana para la Salud
- Presidente de la Liga de la Costa

## Premios y reconocimientos
- Ejecutivo Mexicano del año (1987).
- Premio Eugenio Garza Sada, Instituto Tecnológico de Estudios Superiores de Monterrey (1998).
- Temporada 1999-2000 Naranjeros con su nombre.
- Nombramiento de uno de los principales bulevares de Hermosillo.[1]